# Mendelssohn-Bartholdy-Park (Metro de Berlín)

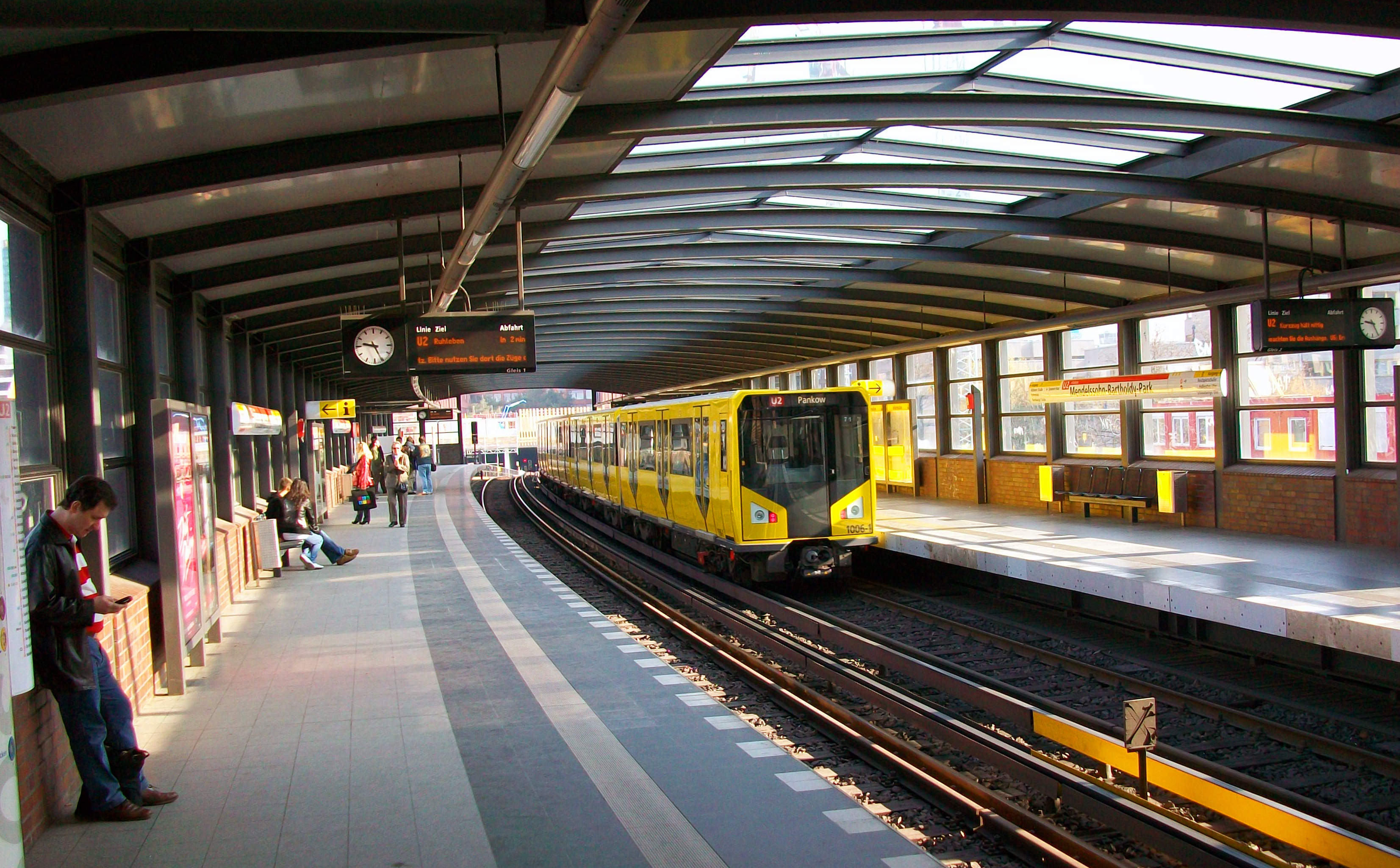
La estación con un tren partiendo hacia Pankow

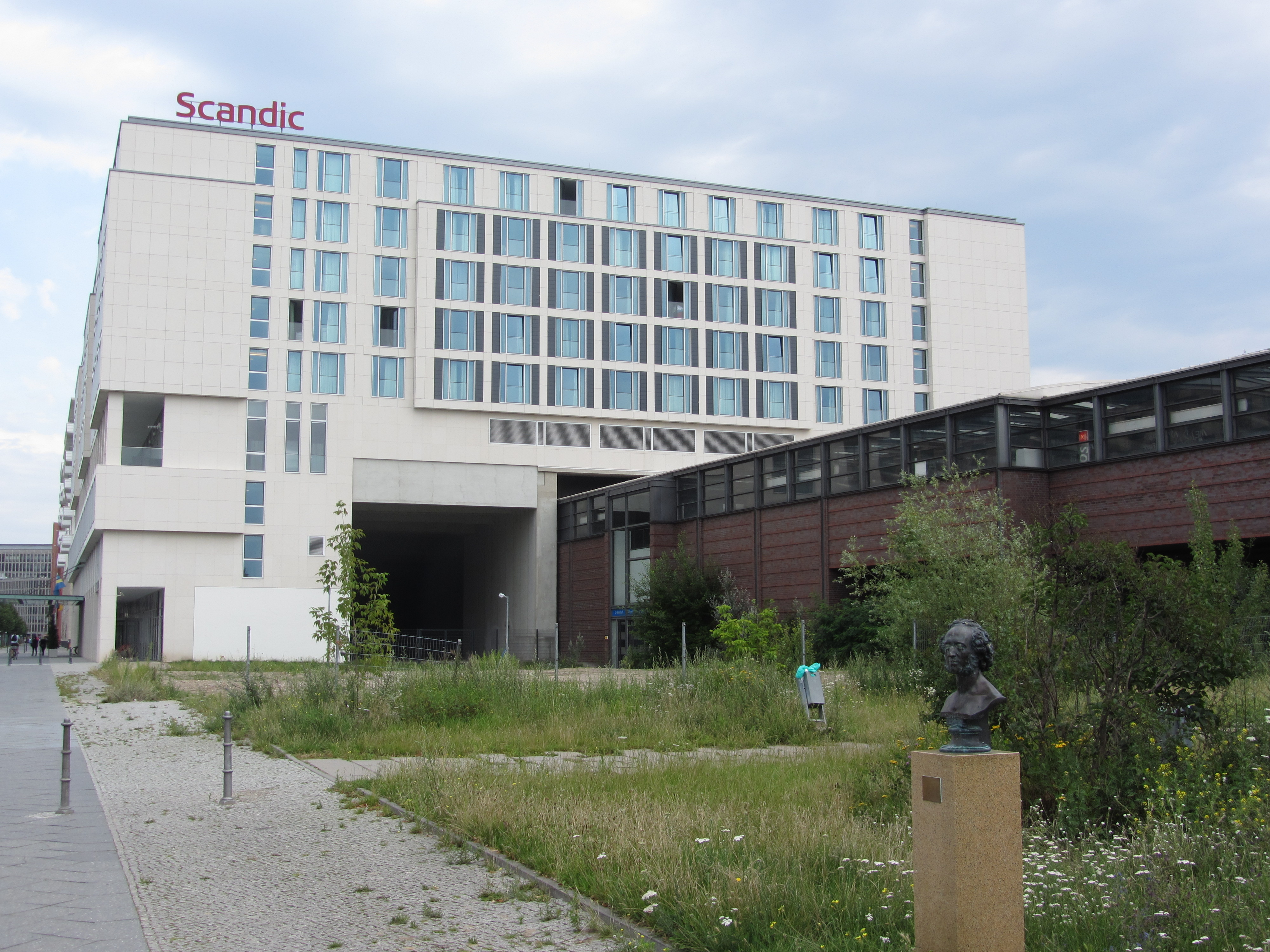
La estación vista desde el lado oeste, en la esquina de Reichpietschufer / Gabriele-Tergit-Promenade. En primer plano se ve el busto del compositor que nombra a la estación.

Mendelssohn-Bartholdy-Park es una estación del Metro de Berlín de la línea U2, en el distrito Tiergarten, en la frontera con Kreuzberg. La estación recibió su nombre por un pequeño parque situado al oeste, él nombrado en honor del compositor Felix Mendelssohn Bartholdy, conocido simplemente como Felix Mendelssohn.
Aunque es una de las estaciones más nuevas del U-Bahn, está localizada en el Stammstrecke (trazo original) de 1902, de la que su rama norte cruza el Landwehrkanal con un viaducto y pasos hacia el norte a través de parte del Hotel Scandic antes de hacerse subterráneo otra vez hacia Potsdamer Platz. Con la construcción del Muro de Berlín el 13 de agosto de 1961, el servicio de tren se interrumpió y por poco tiempo, en 1991 las vías sirvieron para la línea experimental del M-Bahn, parando en la estación Bernburger Strasse ligeramente al norte.
Después de la reunificación, el M-Bahn fue removido para restablecer la línea U2 del U-Bahn. La línea fue reabierta el 13 de noviembre de 1993. El acceso hacia el debis de la ex sede de Daimler-Benz no fue abierta sino hasta el 2 de octubre de 1998.
- Datos: Q658405
- Multimedia: U-Bahnhof Mendelssohn-Bartholdy-Park (Berlin) / Q658405